# تپه کوله مرز ۲
تپه کوله مرز ۲ مربوط به پارتی - سدهٔ ۴ و ۵ ه.ق است و در شهرستان دورود، بخش سیلاخور، دهستان سیلاخور، ۷۵۰ متری جنوب شرق روستای ازنا واقع شده و این اثر در تاریخ ۲۳ بهمن ۱۳۸۵ با شمارهٔ ثبت ۱۷۲۰۴ به‌عنوان یکی از آثار ملی ایران به ثبت رسیده است.